# Pteria hirundo
Pteria hirundo of zwaluwvleugel is een tweekleppigensoort uit de familie Pteriidae. De wetenschappelijke naam werd gepubliceerd in 1758 door Carl Linnaeus in de tiende editie van Systema naturae.

## Beschrijving
De voet van deze soort is rudimentair en beide schelphelften zijn rond en met een lang recht slot.

De zwaluwvleugel komt voor in het Middellandse Zeegebied.
Rechter en linker klep van hetzelfde exemplaar:

Rechter klep
Linker klep